# Даринка Негош-Петрович

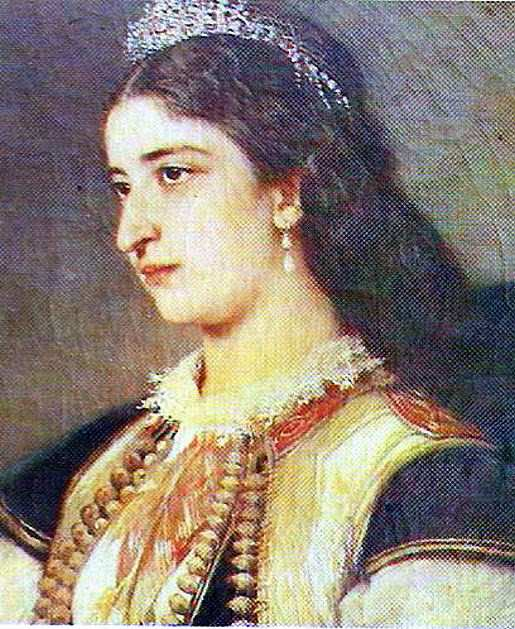

Даринка Негош-Петрович (до шлюбу Квекич, 19 грудня 1838, Трієст — 2 лютого 1892, Венеція) — дружина чорногорського князя Данила I Негош-Петровича, першого світського правителя Чорногорії.

## Походження і знайомство з князем Данилом
Даринка Квекич, донька Марка Квекича та Єлизавети Квекич-Ммркович, походила з сербської купецької сім'ї, яка здавна оселилася в Трієсті. Сучасники згадували, що юна дівчина «була середнього зросту і краси не видатної, але мала живий погляд і горду поставу». Вільно володіла, крім італійської і сербської, також німецькою та французькою мовами, мала витончені манери, як і личило юній дівчині з багатої трієстської буржуазної родини ХІХ століття.
Повертаючись весною 1853 р. з Росії, де він отримав від царя Миколи І схвалення на правління у Чорногорії, юний князь Данило пробув кілька днів у Трієсті, де існувала значна колонія сербських торговців. Там він опиняється в будинку одного з найбільших судновласників регіону Гопчевича, саме в той момент, коли там перебувала і Даринка Квекич, з якою Данило того вечора і познайомився. Дівчина сподобалася князеві, незважаючи на те, що він уже чекав на відповідь сербського правителя Олександра Карагеоргієвича щодо рішення стосовно руки його доньки. Даринка протягом наступних двох років постійно листується з Данилом, якому подобається прямий і турботливий тон її листів, і він приймає рішення одружитися з нею, хоча в Цетинє цього не схвалювали і радили одружитися з чорногорською жінкою з одного з відомих кланів.

## Княгиня Чорногорії
Весілля Данила і Даринки відбулося 12 січня 1855 року в Негушах — родовому гнізді династії Негош-Петровичів. Їй тоді було всього 16 років. Оселившись у патріархальній країні, Даринка взяла на себе організацію Цетинського княжого двору відповідно до європейських придворних звичаїв, привчала його до французької мови і кухні. Княгиня вмовила чоловіка відмовитися від середньовічного звичаю виставляти на центральній площі голови вбитих ворогів. Вона присвятила себе допомозі єдиній школі в Чорногорії, що діяла при монастирі, на яку вона також прагнула поширити французький освітній дух, забезпечити безкоштовним одягом і книгами. Довгі цетинські ночі Даринка Петрович часто проводила за книгами. Французький адмірал Жюр'єн-де-ла-Грав'єр описує, що сучасна європейська література проклала тоді свій шлях до Цетіні, чий бібліотечний фонд значно розширила чорногорська княгиня завдяки своєму потягу до освіти. Де-ла-Грав'єр підкреслює також, що княгиня завжди була елегантно одягнена, носила коштовності і гарну зачіску. Даринка в Цєтині показувала сучасний світ, і її піддані мусили звикати до нього. Про її капелюх пліткували, що «княгиня носить пательню на голові», а князеві сестри під час прогулянки з Даринкою глузували з її парасольки. Незабаром після цього російський консул зазначив: «Зараз уже не рідкість зустріти чорногорок, які використовують європейські туалети, а різні туалетні речі, які можна отримати з Котора, перестають бути привілеєм придворних дам».
Жінки в Чорногорії не втручалися в політику, управління державою було виключно чоловічою справою. Однак деякі дослідники сходяться на думці, що Даринка справляла певний вплив на прийняття основних рішень князя. Його освічена і багата дружина, а також неспроможність Росії вплинути на міжнародне співтовариство для визнання Чорногорія сильно вплинули на його франкофільські настрої. Ці настрої були загрозливими для чорногорських відносин з Росією, Австрією та Сербією, які вбачали в добрих відносинах між Чорногорією та Францією загрозу їхнім інтересам.

## Останні роки життя
13 серпня 1860 року князя Данила вбив у місті Котор чорногорський емігрант Тодор Кадич. Престол успадкував племінник Данила Петровича — Никола I. Даринка утримувала свої домінуючі позиції і на початку правління Николи І, до якого була наближена. Через кілька років після смерті чоловіка вдова-княгиня виїхала за межі Чорногорії, точна дата від'їзду невідома. 
Померла княгиня Даринка у Венеції у 1892 році. З усіма почестями її тіло було передано до Цетинє за особистим наказом князя Николи, де і сьогодні є на цвинтарі Цетинського монастиря.

## Нащадки
У Даринки і Данила була єдина дочка Ольга (нар. в Цетинє 19 березня 1859 р. — померла бездітною у Венеції 21 вересня 1896 р.).